# Lough Derg

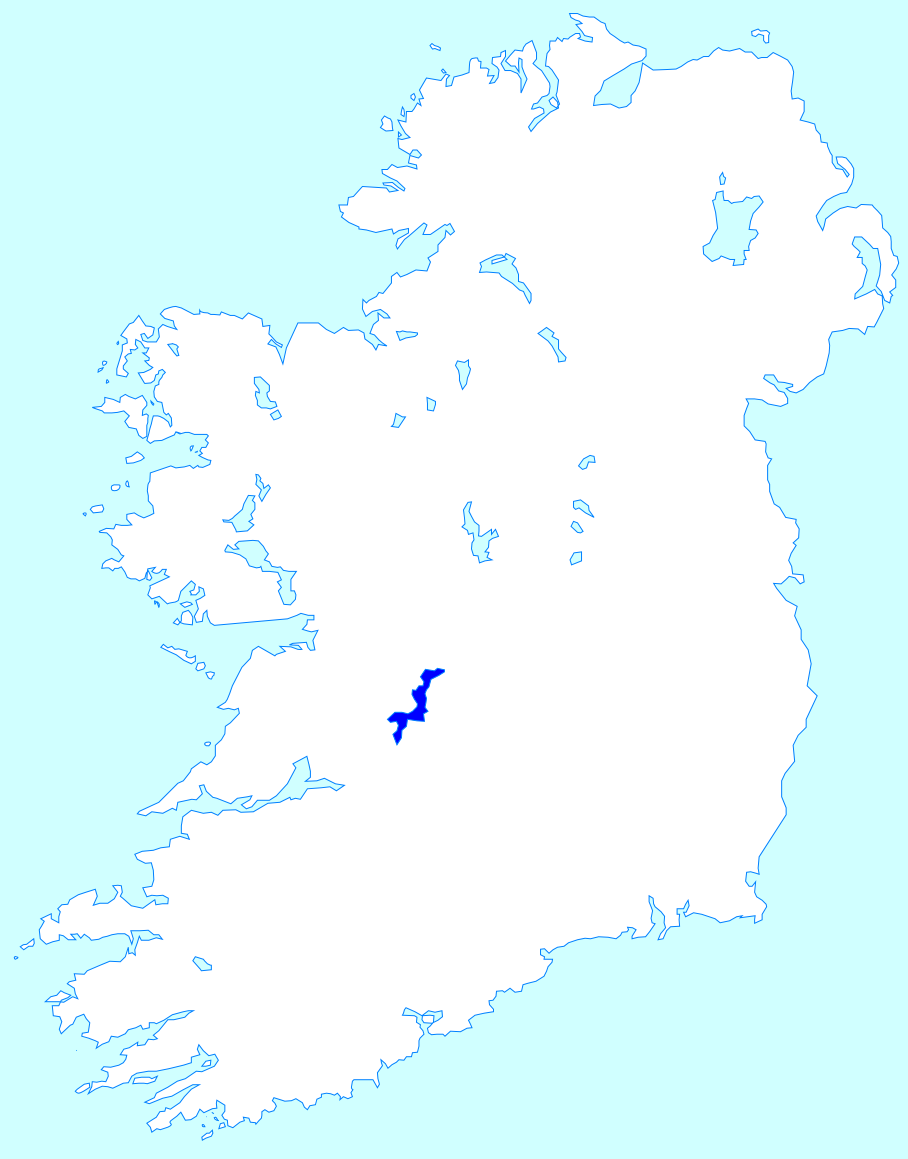
Lough Derg.

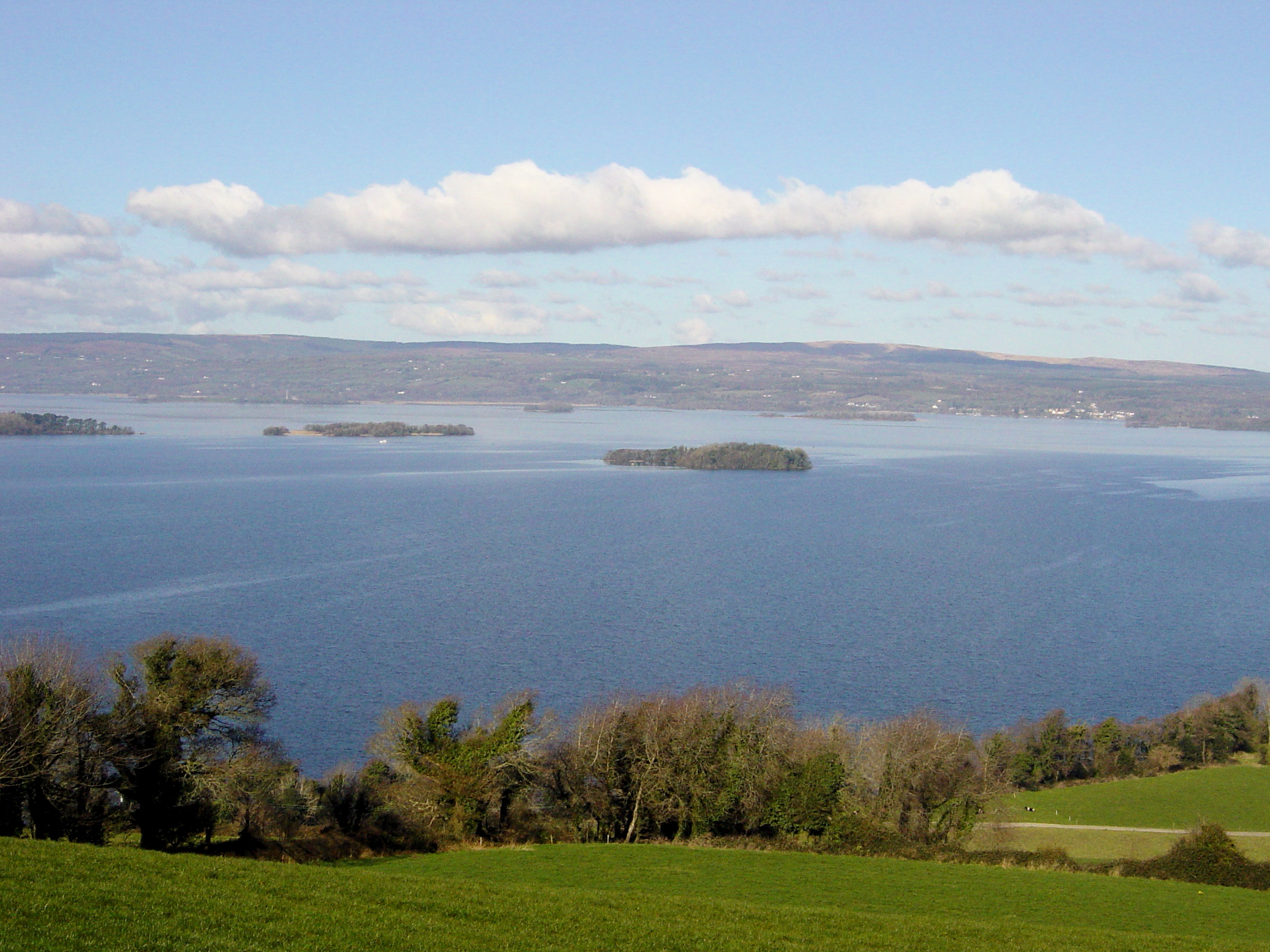
Utsikt från grevskapet Tipperary vid den södra delen av sjön.

Lough Derg (iriska: Loch Deirgeirt) är Republiken Irlands näst största sjö, efter Lough Corrib och den tredje största på hela Irland (Lough Neagh i Nordirland är större). Sjön ligger på gränsen mellan grevskapen Galway, Clare och Tipperary. Sjön är den tredje och sista av de tre stora sjöarna längs floden Shannon. De andra är Lough Ree och Lough Allen. Det finns några samhällen och byar runt om Lough Derg som Garrykennedy, Portumna, Killaloe, Dromineer och Terryglass.
Den djupaste punkten är på 36 meter och arean är totalt 118 km². Sjön är mycket populär för fiskeutflykter och för att åka runt med sin båt. Limericks universitet har sitt aktivitetscentrum precis vid sjön strax utanför Killaloe.